# Lijst van rijksmonumenten in Bunnik (gemeente)
De gemeente Bunnik telt 118 inschrijvingen in het rijksmonumentenregister. Hieronder een overzicht.

## Bunnik
De plaats Bunnik telt 75 inschrijvingen in het rijksmonumentenregister. Zie Lijst van rijksmonumenten in Bunnik (plaats) voor een overzicht.

## Odijk
De plaats Odijk telt 3 inschrijvingen in het rijksmonumentenregister.
| Object                           | Oorspronkelijke functie? | Bouwjaar                          | Architect | Locatie             | Coördinaten?                 | Nr.?  | Afbeelding        |
| -------------------------------- | ------------------------ | --------------------------------- | --------- | ------------------- | ---------------------------- | ----- | ----------------- |
| Het witte kerkje / Sint-Heribert | Kerk en kerkonderdeel    | 1547 (ingebruikname)              |           | Zeisterweg 34       | 52° 2' 57" NB, 5° 14' 3" OL  | 11290 | Meer afbeeldingen |
| De Beug                          | Boerderij                | 17e/18e eeuw                      |           | Werkhovenseweg 1/1a | 52° 2' 43" NB, 5° 13' 49" OL | 11291 | De Beug           |
| Oude woongrond                   | Archeologisch monument   | Romeinse tijd en laatmiddeleeuws. |           |                     | 52° 2' 36" NB, 5° 11' 60" OL | 45718 | Upload foto       |

## Vechten
De plaats Vechten telt 23 inschrijvingen in het rijksmonumentenregister. Zie Lijst van rijksmonumenten in Vechten voor een overzicht.

## Werkhoven
De plaats Werkhoven telt 17 inschrijvingen in het rijksmonumentenregister. Zie Lijst van rijksmonumenten in Werkhoven voor een overzicht.
Amersfoort ·
Baarn ·
Bunnik ·
Bunschoten ·
De Bilt ·
De Ronde Venen ·
Eemnes ·
Houten ·
IJsselstein ·
Leusden ·
Lopik ·
Montfoort ·
Nieuwegein ·
Oudewater ·
Renswoude ·
Rhenen ·
Soest ·
Stichtse Vecht ·
Utrecht ·
Utrechtse Heuvelrug ·
Veenendaal ·
Vijfheerenlanden ·
Wijk bij Duurstede ·
Woerden ·
Woudenberg ·
Zeist